# Ukrainska Diskursteatern

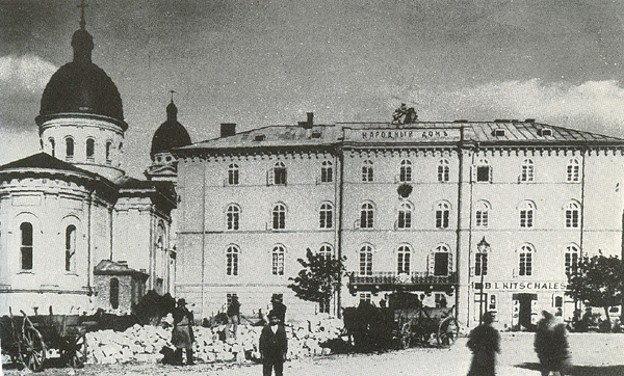
The Ukrainian National Home in Lviv, 1864

Ukrainska Diskursteatern  (före 1914: Ryska Diskursteatern) var en teater i Lviv i dagens Ukraina, grundad 1864 och verksam till 1924. Den spelade en viktig roll i uppkomsten av en ukrainskspråkig teater i Ukraina. 
Det var den första teatern där professionella ukrainska skådespelare spelade teater på det ukrainska språket. Teatern grundades av ett kultursällskap för syftet att spela teater på ukrainska språket. Fram till 1881 var teater på ukrainska språket förbjudet i merparten av Ukraina, som tillhörde Kejsardömet Ryssland, men Lviv låg i den mindre del av Ukraina som vid denna tid tillhörde Österrike-Ungern, som inte förbjöd minoritetsspråk. 